# Parlamento de Escocia
El Parlamento de Escocia, o los Estados del Parlamento, fue el órgano legislativo del Reino de Escocia. El parlamento, al igual que otras instituciones similares, evolucionó durante el Medioevo a partir de un consejo real formado por obispos y señores. El primer registro del parlamento unicameral de Escocia data del siglo XIII. La primera reunión de la cual se tienen datos, tuvo lugar en Kirkliston en 1235 durante el reinado de Alejandro II. Al igual que su contemporáneo, el Parlamento de Inglaterra, es mencionado como un colloquium en los documentos en latín existentes hoy.
El parlamento, también conocido como Estados de Escocia, la Comunidad del Reino, los Tres Estados (en escocés antiguo Thrie Estaitis), el Parlamento de los Escoceses o el auld Scots Parliament (del inglés: antiguo), se reunió hasta su aplazamiento sine die en el momento del Acta de Unión en 1707. A partir de entonces el Parlamento del Reino Unido funcionó tanto para Inglaterra como para Escocia, creando por ello el Reino Unido de la Gran Bretaña.
El parlamento anterior a la Unión fue largamente representado como un cuerpo constitucionalmente defectuoso que actuaba meramente como un notariado de las decisiones reales, pero investigaciones de los primeros años del siglo XXI han encontrado que jugó un rol activo en la política de Escocia, y fue algunas veces una espina clavada para la Corona escocesa.

## Los Tres Estados
Los miembros eran colectivamente mencionados como los Tres Estados (en escocés antiguo Thrie Estaitis), o comunidad del reino (tres communitates) y su composición era hasta 1690:
- el primer estado de prelados (obispos y abades)
- el segundo estado de la nobleza (duques, marqueses, earls, vizcondes, pares parlamentarios (después de 1437) y señores feudales laicos )
- el tercer estado de comisionados burgueses (representantes elegidos por los burgos reales)[6]

Los obispos y abades del Primer Estado eran los trece obispos medievales de Aberdeen, Argyll, Brechin, Caithness, Dunblane,  Dunkeld, Galloway, Glasgow, Isles (Mann y Sodor), Moray, Orkney, Ross y Saint Andrews y los abades mitrados de Arbroath, Cambuskenneth, Coupar Angus, Dunfermline, Holyrood, Iona, Kelso, Kilwinning, Kinloss, Lindores, Paisley, Melrose, Scone, Sweetheart y del Priorato de Saint Andrews. El Primer Estado culminó cuando Carlos I mudó el parlamento en 1638 y lo hizo una asamblea completamente laica. Más tarde, los obispos mismos fueron removidos de la Iglesia de Escocia durante la Revolución Gloriosa y la ascensión al trono de Guillermo de Orange. El Segundo Estado fue entonces dividido en dos para mantener la división del parlamento en tres.
A partir del siglo XVI, el segundo estado fue reorganizado por la selección de los Comisionados condales: lo cual, se sostiene, creó un cuarto estado. Durante el siglo XVII, después de la Unión de las Coronas, un quinto estado de funcionarios reales ha sido también identificado (véase Lord Alto Comisionado para el Parlamento de Escocia). Estas últimas caracterizaciones continúan siendo altamente controversiales entre los historiadores parlamentarios. A pesar de eso, el término usado para los miembros de la asamblea permanece como los Tres Estados.
Un Comisionado condal fue el equivalente más cercano al cargo inglés de Miembro del Parlamento, especialmente el súbdito o miembro de la baja nobleza. Siendo que el Parlamento de Escocia era unicameral, todos sus miembros se sentaban en la misma cámara, en oposición a las cámaras inglesas separadas en Lores y Comunes.

## Orígenes
El Parlamento de Escocia evolucionó durante la Edad Media a partir del Consejo del Rey. Probablemente es identificado como tal, por primera vez, en 1235, siendo descripto como un ‘colloquium’ ya entonces con un rol político y judicial. Hacia el comienzo del siglo XIV, la asistencia de caballeros y propietarios se había vuelto importante y, desde 1326 también asistieron comisionados burgueses. Conformado por Los Tres Estados; de clérigos, señores feudales laicos y los mismos comisionados burgueses, todos sentados en una misma cámara, el parlamento escocés adquirió poder relevante sobre asuntos particulares. Más evidentemente, fue necesitado su consentimiento para la aprobación de impuestos (aunque esto fue hecho rara vez en Escocia en el período medieval), pero también tuvo una fuerte influencia sobre justicia, política exterior, guerra y todo asunto de legislación, fuera esta política, eclesiástica, social o económica. Los asuntos parlamentarios fueron también tratados por instituciones 'hermanas', antes del 1500, como Consejo General de Escocia y, después por la Convención de Estados de Escocia. Estas instituciones podían tratar muchos otros asuntos como impuestos parlamentarios, legislación y diseño de políticas pero careció de la máxima autoridad de un parlamento total. El Parlamento de Escocia se reunió en numerosos y diferentes lugares a lo largo de su historia. Además de Edimburgo, las reuniones fueron llevadas a cabo en Perth, Stirling, Saint Andrews, Dundee, Linlithgow, Dunfermline, Glasgow, Aberdeen, Inverness y Berwick-upon-Tweed.

## Señores de los Artículos
Desde principios de la década de 1450 hasta 1690, una gran parte de la actividad legislativa del Parlamento escocés fue usualmente llevada a cabo por un comité parlamentario conocido como Señores de los Artículos (Lords of the Articles en su original). Este fue un comité elegido por los tres estados para redactar leyes que luego eran presentadas a toda la asamblea para su aprobación. En el pasado, los historiadores han sido particularmente críticos de este cuerpo, señalando que rápidamente se vio dominado por los candidatos de la corona, minando el poder de la asamblea plena. Recientes investigaciones sugieren que éste estuvo lejos de ser el caso. Sin duda, en marzo de 1482, el comité fue llevado por algunos de sus miembros a participar de un golpe de Estado contra el rey y su gobierno. En otras ocasiones, el comité fue tan grande que difícilmente pudo haber sido controlado más fácilmente que la propia asamblea. Más ampliamente, el comité fue un medio pragmático de delegar la complicada redacción de los asuntos en aquellos miembros del parlamento con capacidad en las leyes y las letras —sin ser por ello una moderna comisión legislativa del Parlamento del Reino Unido—, mientras que el derecho a confirmar las leyes permaneció en la asamblea plenaria de los tres estados. Los Señores de los Artículos fueron abolidos en 1690 como parte del acuerdo revolucionario.

## Relación con la Corona
En varios momentos de su historia, el Parlamento de Escocia fue capaz de ejercer una considerable influencia sobre la Corona. Esto no debería ser visto como un lento crecimiento desde la debilidad del parlamento en 1235 a su fortaleza en el siglo XVII, pero sí como una situación donde, en décadas o sesiones especiales entre los siglos XIII y XVII, el parlamento se volvió particularmente capaz de ejercer su influencia en las decisiones del reino, mientras en otros momentos esa capacidad fue más limitada. Tan tempranamente como en el reinado de David II, el parlamento fue capaz de prevenirlo acerca de su política de unión con la corona de Inglaterra, mientras que en el siglo XV, los monarcas Estuardo fueron consistentemente influenciados durante un período prolongado de fortaleza parlamentaria. Se ha discutido que el reverso de esta situación ocurrió en la última parte del siglo XVI y primera parte del XVII bajo Jacobo VI y Carlos I, pero en el siglo XVII, aún después de la Restauración, el parlamento fue capaz de quitar los derechos del clero de asistir al mismo en 1689 y abolir a los Señores de los Artículos en 1690, limitando a partir de ello el poder real. La fortaleza del parlamento fue tal que la corona se volcó a los manejos políticos y la corrupción para minar su autonomía en un período posterior. A pesar de ello, el período que fue de 1690 a 1707 fue uno en el que se formaron, dentro del parlamento, «partidos» políticos y alianzas en un ambiente maduro de debate riguroso. La disputa sobre la inglesa Acta de Establecimiento de 1701, la escocesa Acta de Seguridad de 1704, y la inglesa Acta de Extranjería de 1705 mostró que ambos lados estaban preparados para tomar calculados y aún considerables riesgos en sus relaciones.

## Historia

### El Parlamento antes de 1400
Entre 1235 y 1286, poco es lo que puede decirse con seguridad acerca de la función del Parlamento, pero parece haber tenido un rol político y judicial el cual estaba bien establecido para el fin del siglo. Con la muerte de Alejandro III, Escocia se encontró así misma sin un monarca adulto y, en esta situación, el Parlamento pareció haberse vuelto más prominente en relación con dar mayor legitimidad al Consejo de Guardianes que gobernaba el país. Hacia el reinado de Juan de Balliol (1292-1296), el Parlamento estaba bien establecido, y Balliol intentó usarlo como medio para resistir la intromisión de su señor, Eduardo I de Inglaterra. Con su deposición en 1296, el Parlamento se volvió temporalmente menos relevante, pero fue otra vez convocado con frecuencia por el rey Roberto I después de 1309. Durante su reinado algunos de los más importantes documentos producidos por el rey y la Comunidad del Reino fueron hechos en el Parlamento —por ejemplo la Declaración del Clero de 1309-1310—.
Hacia el reinado de David II, los 'tres estados' (una frase que para ese momento reemplazó a 'comunidad del reino') en Parlamento eran ciertamente capaces de oponerse al rey cuando era necesario. Más llamativamente, David fue repetidamente advertido por el mismo de aceptar una sucesión inglesa al trono. Durante los reinados de Roberto II y Roberto III, el Parlamento es convocado menos seguido; el poder real en ese período también declina pero la institución legislativa recobró prominencia y, aunque con controversias, gozó de su más grande momento de poder sobre la Corona luego del regreso de Jacobo I de su cautiverio inglés en 1424.

### sigloXV
Después de 1424, el Parlamento estuvo con frecuencia ansioso de desafiar al rey —muy lejos de ser simplemente un 'notariado' de las decisiones reales—. Durante todo el siglo, fue llamado mucho más frecuentemente que, por ejemplo, el Parlamento inglés —un promedio de una vez al año—, un hecho que al mismo tiempo reflejaba y aumentaba su influencia. Repetidamente se opuso al requerimiento de Jacobo I (1424-1437) de un impuesto para pagar el rescate inglés en la década de 1420, y fue abiertamente hostil con Jacobo III (1460-1488) en la década de 1470 y primera parte de la de 1480. En 1431, el Parlamento le aprobó un impuesto a Jacobo I para su campaña en las Tierras Altas bajo la condición de que fuera mantenido en un cofre cerrado bajo la custodia de figuras profundamente fuera del favor del rey. En 1436, se hizo incluso un intento de arrestar al rey 'en nombre de los tres estados'. Entre octubre de 1479 y marzo de 1482, el Parlamento estuvo decisivamente fuera del control de Jacobo III. Rechazó abandonar al hermano del rey, el Duque de Albany (a pesar del sitio de este último sobre el castillo del duque), trató de evitar que el rey guiara a su ejército contra los ingleses (una poderosa indicación de la falta de fe de los 'estados' en su monarca), y nombró a personas en el 'Lords of the Articles' y otros importantes cargos, los cuales, en un corto plazo desplazaron al rey del poder. Jacobo IV (1488-1513) se dio cuenta de que el Parlamento podía con frecuencia crear más problemas que resolverlos, y evitó sus encuentros después de 1509. Esta fue una tendencia vista en otras naciones europeas en la medida que el poder monárquico se hizo más fuerte –por ejemplo en Inglaterra bajo Enrique VII, Francia y España–.

### sigloXVI
Durante el siglo XVI, la composición del Parlamento pasó por un número significante de cambios y se encontró compartiendo el escenario con nuevos cuerpos nacionales. El surgimiento de la Convención de los Burgos Reales como el «parlamento» de los pueblos comerciales de Escocia y el desarrollo de la Asamblea General de Kirk y luego la Reforma (1560) significó que asambleas representativas rivales podían ejercer presión sobre el parlamento en áreas específicas.
Después de la Reforma, hombres laicos adquirieron monasterios y, aquellos ocupando los lugares que anteriormente habían pertenecido a los «abades» y «priores» fueron ahora, efectivamente, parte del «estado de los señores» (o nobles). Los obispos continuaron sentándose en el Parlamento más allá de su adhesión o no al protestantismo. Esto resultó en la presión del Kirk para reformar la representación eclesiástica en el Parlamento. El clero católico fue excluido después de 1567 pero los obispos protestantes continuaron como el «estado clerical» hasta su abolición en 1638 cuando el Parlamento se volvió una asamblea enteramente laica. Un acta de 1587 garantizó a los terratenientes de cada condado el derecho a enviar dos comisionados a cada parlamento. Estos comisionados condales asistieron a partir de 1592 en adelante, aunque compartieron un voto hasta 1640 cuando se aseguraron uno para cada comisionado. El número de burgos con derecho a enviar comisionados al parlamento aumentó muy marcadamente en la última parte del siglo XVI y primera parte del XVII hasta que, en la década de 1640, frecuentemente constituyeron el más grande estado de los que conformaban el Parlamento.
La primera edición impresa de la legislación del Parlamento, The New Actis and Constitutionis, fue publicada en Edimburgo en 1542 por la imprenta de Thomas Davidson bajo la orden de Jacobo V.

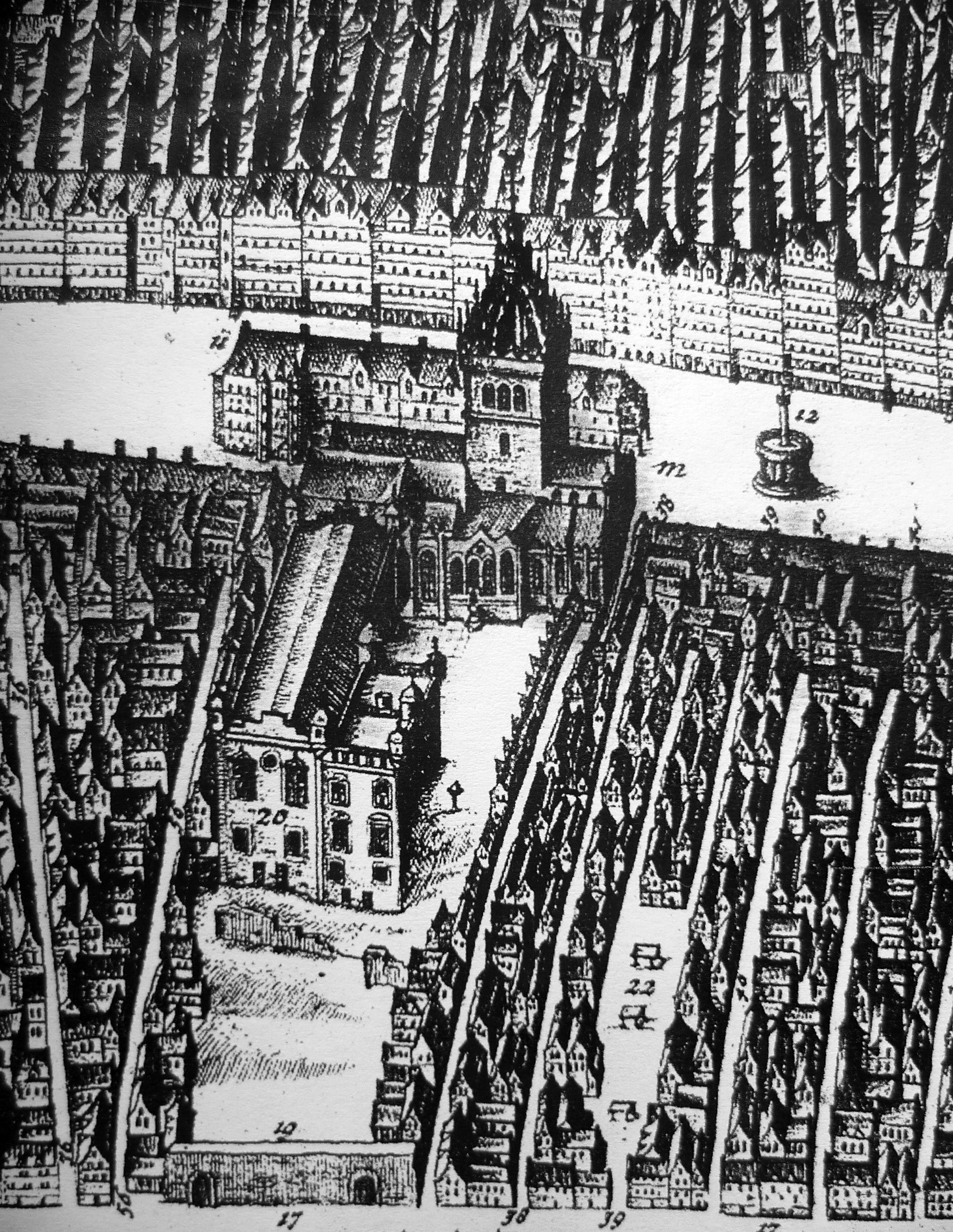
La cámara del Parlamento c. 1647.

### sigloXVII
En la segunda mitad del siglo XVII, el Parlamento comenzó a legislar en más y más asuntos y hubo un marcado incremento en el número de legislación que produjo. Durante el reinado de Jacobo VI, los Señores de los Artículos quedaron más bajo la influencia de la Corona. Hacia 1612, algunas veces parecieron haber sido convocados más por la Corona que por el Parlamento mismo y, como resultado, su independencia pareció haber sido, de acuerdo a la percepción de sus contemporáneos, erosionada. Este declive se revirtió en el período del Pacto Nacional (1638-1651), cuando el parlamento tomó el control del ejecutivo, efectivamente disputando soberanía con el rey y estableciendo muchos precedentes para los cambios constitucionales que se llevaron a cabo en Inglaterra al finalizar esta etapa. Durante este período, el Parlamento obtuvo el único hogar permanente que tuvo alguna vez.  El rey Carlos I ordenó la construcción de la Casa del Parlamento, que fuera completada en 1639.
El régimen del Pacto cayó en 1651 después de que Escocia fue invadida por Oliver Cromwell cuyo Protectorado impuso una breve unión parlamentaria anglo-escocesa en 1657.
El Parlamento de Escocia volvió a sesionar después de la Restauración de Carles II al trono en 1660; durante estos años fue conocido como el Drunken Parliament.
El parlamento de Guillermo II de Escocia (III de Inglaterra) en 1689 realizó cambios sustanciales tanto en su conformación como en su relación con la monarquía. Este nuevo parlamento produciría posteriormente su propia desaparición con la sanción del Acta de Unión de 1707.

### Unión con Inglaterra
El poeta escocés Robert Burns afirmaría décadas después que la unión de Inglaterra y Escocia (y por ende la disolución del Parlamento de este último reino) fue provocada por los miembros escoceses que fueron «comprados y vendidos por el oro inglés». Esta aseveración ha sido sostenida por los historiadores que describen la coyuntura que le permitió a la Corona incorporar dicha unión en las Actas de 1707. En estos estudios figuran el soborno pero también la división parlamentaria existente tanto como imperativos económicos más amplios (como los surgidos por el desastre del Proyecto Darién) todos hechos que, finalmente, colaboraron en la unión con Inglaterra y el consecuente nacimiento del Parlamento de la Gran Bretaña.

## Composición y procedimientos en elsigloXVII

### Presidencia del parlamento
El cargo del oficial presidente en el parlamento nunca se convirtió en un puesto similar en naturaleza a aquel de Presidente de la Cámara de los Comunes en Westminster —principalmente por las características del parlamento unicameral, que lo hacían más parecido a la Cámara de los Lores inglesa—. Un acta de 1428 que creaba un «presidente de los comunes» resultó fallida, y el canciller permaneció como el oficial presidente (hasta recientemente el Lord Canciller en la Gran Bretaña presidió de igual manera la Cámara de los Lores). En ausencia del rey, después de la Unión de las Coronas en 1603, el parlamento fue presidido por el Lord Canciller de Escocia o el Lord Alto Comisionado. Después de la Restauración, el Lord Canciller fue hecho ex-officio presidente del parlamento (ahora reflejado en el Parlamento escocés por la elección de un oficial presidente), incluyendo, entre sus funciones la formulación de preguntas y poniéndolas a votación.